# Nomada sempiterna
Nomada sempiterna är en biart som beskrevs av Morawitz 1894. Nomada sempiterna ingår i släktet gökbin, och familjen långtungebin. Inga underarter finns listade i Catalogue of Life.